# Nobelova choroba
Nobelova choroba (Nobel disease)  nebo nobelitida je fenomén, kdy někteří nositelé Nobelovy ceny přijímají podivné nebo vědecky nepodložené myšlenky, obvykle v pozdějším věku. Jako taková nemá nic společného se skutečnou „chorobou“, ale jde jen o označení pro určitý druh chování. 
Nobelova choroba může zčásti vycházet z tendence nobelistů cítit se díky svému ocenění oprávněný či oprávněna vyjadřovat se k různým tématům mimo oblast své expertízy. Paul Nurse, držitel Nobelovy ceny za fyziologii a lékařství z roku 2001, varoval pozdější laureáty před přesvědčením, že „jsou experti téměř na vše, a že jsou připraveni vyjádřit svůj názor na většinu téma s velkou mírou jistoty, zatímco se zaštiťují autoritou, kterou jim Nobelova cena poskytuje“.

## Historie a důsledky
Poprvé byl termín Nobelova nemoc použit vědcem Davidem Gorskim, který představil teorii, že každý vědec, který obdržel Nobelovu cenu, má tendenci poté, co cenu obdrží, zabývat se podivnými myšlenkami.

### Důsledky
Ačkoli zůstává nejasné, zda jsou nositelé Nobelovy ceny statisticky náchylnější k chybám v kritickém myšlení než ostatní vědci, je tento jev zajímavý, protože poskytuje důkaz, že být autoritou v jednom oboru neznamená nutně být autoritou v jakémkoli jiném oboru. Pokud zisk Nobelovy ceny slouží jako zástupný ukazatel vědecké brilance a vysoké obecné inteligence, nejsou tyto vlastnosti neslučitelné s iracionalitou.
Nobelova choroba také slouží k demonstraci toho, že u některých laureátů se zdá, že to, že jsou všeobecně oslavováni jako ti, kteří mají pravdu, posiluje konfirmační zkreslení jednotlivých laureátů více než jejich skepticismus.

## Laureáti uvádění jako příklady

### Pierre Curie
Pierre Curie získal Nobelovu cenu za fyziku v roce 1903 spolu se svou ženou Marií. Propagoval také spiritismus a seance, například ty, které pořádala Eusapia Palladino a kterých se často účastnil.

### Linus Pauling
Linus Pauling získal v roce 1954 Nobelovu cenu za chemii. Deset let před získáním ceny mu byla diagnostikována Brightova choroba, kterou částečně léčil požíváním vitaminových doplňků, což podle jeho tvrzení výrazně zlepšilo jeho stav. Později se zasazoval o užívání vysokých dávek vitamínu C, aby snížil pravděpodobnost a závažnost nachlazení. Pauling sám denně konzumoval množství vitamínu C, které více než 120krát převyšovalo doporučenou denní dávku. Dále tvrdil, že megadávky vitamínu C mají terapeutický význam pro léčbu schizofrenie a pro prodloužení života pacientů s rakovinou. Tato tvrzení nejsou podložena dostupnými vědeckými poznatky.

### Kary Mullis
Kary Mullis získal v roce 1993 Nobelovu cenu za chemii za vývoj polymerázové řetězové reakce. Mullis nesouhlasil s přijatým a vědecky ověřeným názorem, že AIDS je způsoben virem HIV, zpochybňoval důkazy o podílu člověka na globálním oteplování, vyznával víru v astrologii a tvrdil, že se jednou setkal s fluoreskujícím mývalem, který s ním mluvil.

### Luc Montagnier

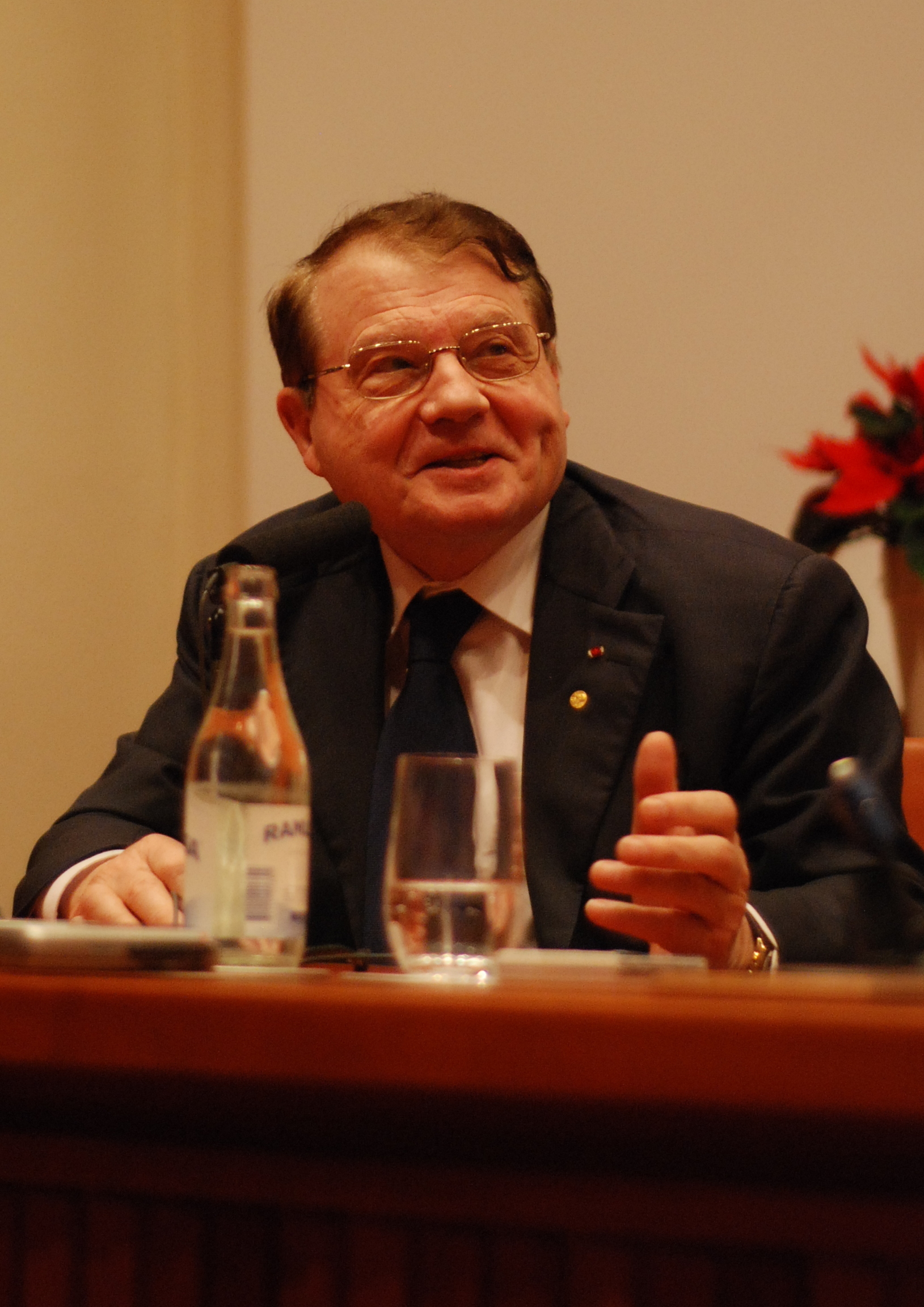
Luc Montagnier, nositel Nobelovy ceny za fyziologii a lékařství za rok 2008, na tiskové konferenci v Solně, 2008.

Luc Montagnier získal v roce 2008 Nobelovu cenu za fyziologii a lékařství. V roce 2009 Montagnier v nerecenzovaném článku v časopise, který založil, tvrdil, že roztoky obsahující DNA patogenních bakterií a virů mohou vysílat nízkofrekvenční rádiové vlny, které vyvolávají uspořádání okolních molekul vody do „nanostruktur“. Domníval se, že voda si může tyto vlastnosti zachovat i po masivním zředění původních roztoků do té míry, že původní DNA fakticky zmizí, a že voda si může uchovat „paměť“ látek, s nimiž přišla do styku – tato tvrzení staví jeho práci do těsné blízkosti pseudovědeckých principů homeopatie. Dále tvrdil, že informace o sekvenci DNA lze prostřednictvím těchto rádiových vln „teleportovat“ do samostatné zkumavky s vyčištěnou vodou. Vysvětloval to v rámci kvantové teorie pole. Podporoval vědecky zdiskreditovaný názor, že vakcíny způsobují autismus, a tvrdil, že antibiotika mají terapeutický význam při léčbě autismu.

### Nikolaas Tinbergen
Nikolaas Tinbergen získal v roce 1973 Nobelovu cenu za fyziologii a lékařství. Během svého projevu při přebírání Nobelovy ceny Tinbergen propagoval široce zdiskreditovanou hypotézu o příčině autismu „matky ledničky“ (Bettelheimova teorie autismu), čímž vytvořil „téměř nepřekonatelný rekord v nejkratší době mezi obdržením Nobelovy ceny a vyslovením něčeho opravdu hloupého o oboru, v němž měl laureát jen málo zkušeností“. V roce 1985 Tinbergen spolu se svou ženou napsal knihu, v níž doporučoval používat při léčbě autismu terapii pevným objetím, což je forma léčby, která není empiricky podložená a která může být fyzicky nebezpečná.

### Brian Josephson
Brian Josephson získal v roce 1973 Nobelovu cenu za fyziku. Josephson propagoval řadu vědecky nepodložených nebo zdiskreditovaných názorů, včetně homeopatické představy, že voda si může nějakým způsobem „pamatovat“ chemické vlastnosti látek v ní zředěných, názoru, že transcendentální meditace pomáhá přivést nevědomé traumatické vzpomínky do vědomí, a možnosti, že lidé mohou být schopni komunikovat mezi sebou pomocí telepatie.

### James Watson
James Watson získal v roce 1962 Nobelovu cenu za fyziologii a lékařství spolu s Francisem Crickem a Mauricem Wilkinsem „za objevy týkající se molekulární struktury nukleových kyselin a jejího významu pro přenos informací v živé hmotě“. Nejméně od roku 2000 Watson soustavně a veřejně tvrdí, že černoši jsou ze své podstaty méně inteligentní než běloši a že vystavení slunečnímu záření v tropických oblastech a vyšší hladina melaninu způsobují, že lidé tmavé pleti mají vyšší sexuální apetit.

### John William Strutt, Lord Rayleigh
(Fyzika, 1904) Paranormální jevy

### Joseph Thomson
(Fyzika, 1906) Senzibilita, proutkaření a paranormální jevy

### Charles Richet
(Fyziologie a medicína, 1913) Mimosmyslové vnímání, paranormální jevy, spiritismus, duchové

### William Shockley
(Fyzika, 1956) Rasismus a eugenika

### Richard Smalley
(Chemie, 1996) Kreacionismus, inteligentní design a popírání evoluce

### Philipp LenardaJohannes Stark
(Fyzika, 1905 a 1919) Deutsche Physik